# Street King Immortal
"Street King Immortal" é um álbum não-lançado do rapper 50 Cent, cancelado em 2021. Em uma entrevista com DJ Whoo Kid, 50 Cent afirmou que o album seria um projeto "cheio de estrelas", com o fundador da Shady Records, Eminem junto com Adam Levine, Alicia Keys, Busta Rhymes, Chris Brown, Dr. Dre, Lloyd Banks, Ne-Yo, Snoop Dogg, Wiz Khalifa, Young Jeezy, entre outros.
Inicialmente relatado para ser lançado durante o inverno de 2011, a data de lançamento do álbum foi mudada várias vezes, em grande parte devido a discordâncias entre 50 Cent e a gravadora Interscope sobre o lançamento e promoção do álbum, o que levou ao cancelamento breve do álbum.  Mais tarde 50 Cent anunciou que era artista independente e que Street King Immortal chegaria às lojas no dia 16 de setembro de 2014 No entanto, 50 Cent fez um entrevista, enquanto estava na França promovendo seus headphones de sua própria empresa SMS Audio, confirmando o adiamento do álbum. 50 Cent confirmou em uma entrevista que Street King Immortal seria lançado no dia 16 de setembro de 2014.
Em julho de 2021, 50 Cent confirmou em uma entrevista que ele decidiu em cancelar oficialmente o projeto, e que irá lançar outro álbum, com o título ainda não anunciado em setembro de 2021.

## História

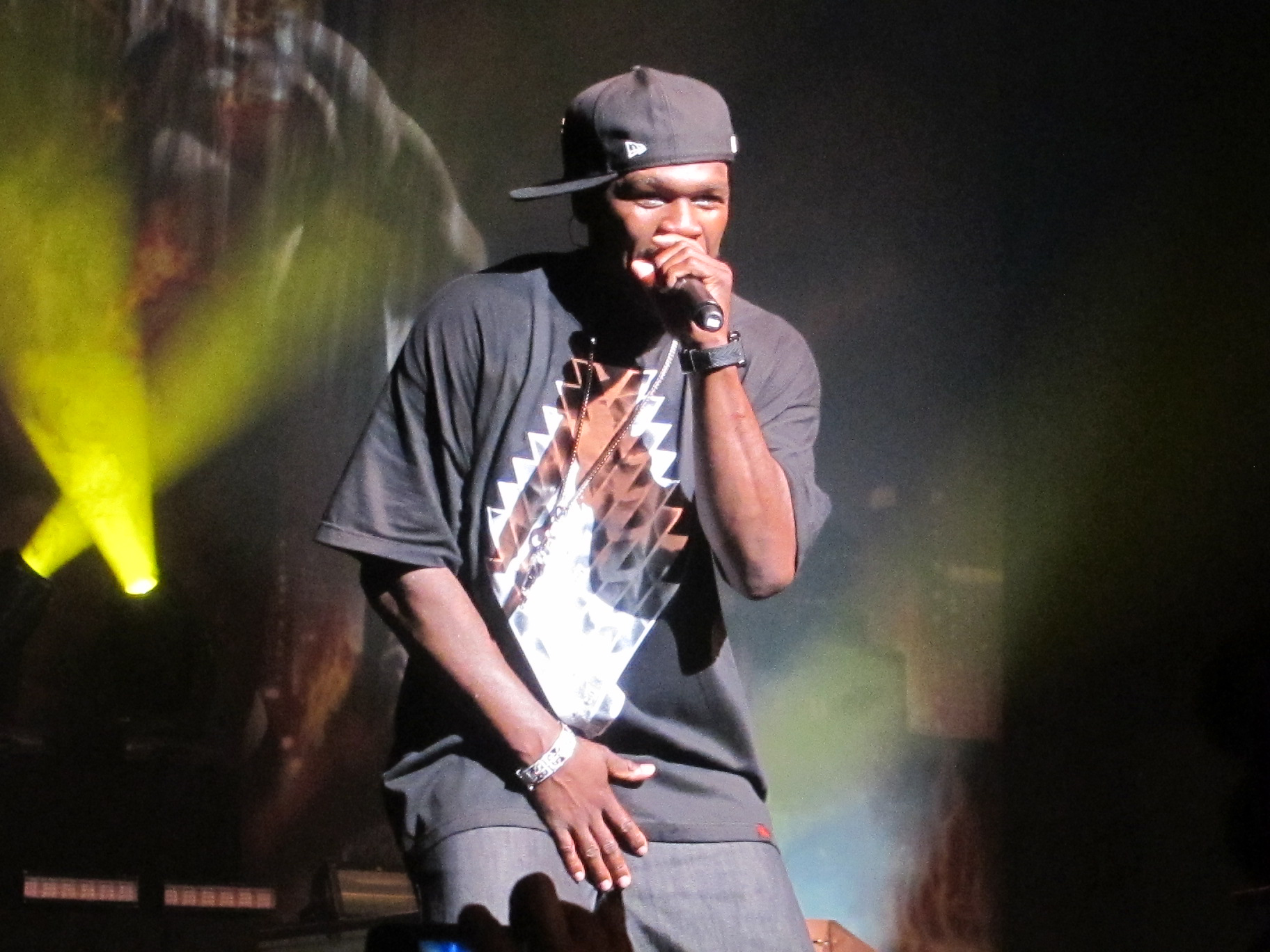
50 Cent em um show da The Invitation Tour.

Originalmente, o quinto álbum de estúdio de 50 Cent iria ser chamado Black Magic, influenciado por diversos gêneros, incluindo rock e dance. No entanto, seu lançamento foi adiado, tendo 50 Cent escrevendo um material baseado em um conceito diferente, em vez do que havia sido informado anteriormente. Como resultado, as sessões de gravação de um novo álbum começou do zero, e o material gravado para Street King Immortal foi reportado a ser um conteúdo tradicional do hip hop, envolvendo produtores, como Alex da Kid, Bangladesh, Cardiak, Dr. Dre, Hit-Boy, Jake One, Jim Jonsin, e Just Blaze, entre outros. Mais tarde foi relatado que o álbum seria intitulado 5 (Murder by Numbers) e seria lançado em 03 de julho de 2012. 50 Cent em vez decidiu lançar o então 5 (Murder by Numbers) separadamente e de graça em 6 de julho de 2012, anunciando o oficial quinto álbum de estúdio Street King Immortal.

"I got a chance to hear the music that was playing out there prior to me coming there. It’s almost like when I come into the territory they change the music to 50 Cent music, so I’m saying, “What were you playing before I got here?” And this music was all fast, the tempo and production, it was just different."

—50 Cent, speaking on Black Magic's influences of dance music.
Em novembro de 2009, 50 Cent lançou seu quarto álbum de estúdio, chamado Before I Self Destruct. O álbum não teve o mesmo sucesso comercial de seus três primeiros álbuns de estúdio, apenas vendendo 160.000 cópias em sua primeira semana nos Estados Unidos, posicionando-se em quinto lugar nos gráficos da Billboard 200. Para ajudar a promover o álbum, 50 Cent fez a turnê The Invitation Tour. Na parte européia da turnê, ele visitou boates, ficando impressionado com os variados estilos das músicas tocadas. Devido a isso, e ainda em turnê, 50 Cent começou a escrever e gravar material para a álbum então chamado Black Magic. A música do novo álbum seria influenciada pelos numerosos gêneros, incluindo dance, rock e pop, embora tendo alegado que o gênero predominante do álbum ainda seria rap.
Entretanto, 50 Cent revelou mais tarde para a edição brasileira da revista de música Rolling Stone que ele não tinha certeza se queria continuar com a gravação do álbum, no qual havia começado enquanto estava em turnê na Europa, dizendo que tal material "não se encaixa perfeitamente no conceito" do álbum. Mais tarde, ele revelou que o lançamento de Black Magic foi adiado indefinidamente, embora o álbum ainda pode ser lançado no futuro. Street King Immortal será mais influenciado pelo estilo do hip-hop, do que o material gravado para Black Magic. Em uma entrevista com The Hollywood Reporter, 50 Cent confirmou que o álbum Black Magic nunca será lançado, uma vez que não faz sentido.
Isso não faz sentido – e essa é a razão que vocês nunca irâo escutar o álbum. Eu tenho coisas que eu realmente aprecio que estão no meu iPod -- somente lá -- e deixe isso por lá.

## Conceito
Enquanto gravava Street King Immortal, 50 Cent ouviu uma mistura de músicas de seus artistas favoritos, incluindo rappers como Tupac Shakur e The Notorious B.I.G.. Em uma entrevista com Detroit Free Press, 50 Cent explicou essas ações, afirmando, "eu escuto essas músicas para criar expectativas... Isso cria um nível para mim, dentro de mim, de quão boa a música tem de ser antes de ser lançada". Na mesma entrevista, ele descreveu o álbum como "um som totalmente novo" para ele e sentiu que era "mais emotivo" e "mais maduro" do que seu trabalho anterior.
50 Cent informou, em 16 de março de 2012, que ele acredita que seu quinto álbum vai ser melhor do que o seu álbum de estúdio mais bem sucedido, até hoje, Get Rich or Die Tryin'. Explicando, ele disse que ouviu o seu primeiro álbum repetidas vezes, e sinceramente pensou que não era melhor do que Street King Imortal. Em 17 de outubro de 2012, 50 Cent mencionou o conceito do álbum, dizendo que seria baseado em seu título. Quando perguntado sobre o tema principal dele, ele disse:

"Street, King, Immortal! Não, o fato é que nesse projeto eu sou mais sensível do que eu fui em meus projetos anteriores.
Em uma entrevista DJ Whoo Kid falou sobre o estilo do álbum, em que os fãs irão ouvir uma revitalizada do 50 Cent clássico, dizendo:

"Mas é definitivamente um upgrade de 50 Cent. É meio como uma luta de trazê-lo de volta para (Get Rich or Die Tryin), ele sempre tenta superar isso, mas eu acho que ele fez com este. Tendo os produtores de volta, a sua fome voltou também. Os dois últimos álbuns era um 50 Cent rico, mas acho que ele fez a sua mentalidade voltar para o faminto 50 Cent, então ele está voltando as suas raízes ...

## Singles
50 Cent confirmou em uma entrevista com Digital Spy que o primeiro single do album, chamado New Day. O single conta com a participação de Dr. Dre e da cantora Alicia Keys. A música foi produzida por Dr. Dre e mixada por Eminem. Mais tarde, o rapper confirmou a capa do single. O single foi lançado em 27 de julho de 2012, na rádio estadounidense Hot 97 com DJ Camilo e depois sendo enviada ao site Thisis50. A canção estava disponível para compra em 30 de julho de 2012 na iTunes.

## Desenvolvimento

### Gravação e produção
Em novembro de 2010, em uma entrevista com MTV News, os produtores Hit-Boy e Chase N. Cashe revelaram que tinham contribuído nas produções de Street King Immortal. Hit-Boy revelou que eles haviam visitado 50 Cent para tocar uma seleção de suas produções. Ele passou a falar positivamente sobre o material do álbum e sua variação musical:

Ele está voltando ao antigo 50. Ele também tinha algumas músicas novas que eram diferentes. Estou animado para ver como as pessoas iram reagir a isso, e espero que fechamos com algumas coisas no álbum. Eu dei-lhe algumas batidas que ele realmente amou. É realmente uma mistura de seu antigo estilo com o novo material que ele está fazendo. É uma loucura.
Enquanto estava no Festival Sundance de Cinema em 25 de janeiro de 2011, 50 Cent revelou para MTV News que "80%" do album havia sido gravado que havia gravado sons com os produtores Boi-1da, Alex da Kid e Symbolyc One. Em uma entrevista em março de 2011 com o blog DDotOmen, o produtor Cardiak revelou que ele havia produzido uma música pro álbum chamada "Outlaw", que foi lançada posteriormente como single promocional. Em 8 de abril de 2011, MTV Mixtape Daily informou que o produtor Jim Jonsin estava envolvido em sessões de gravação do álbum. Em uma aparição com a cantora Nicole Scherzinger no The Ellen DeGeneres Show, com a comediante e atriz Ellen DeGeneres, em 24 de maio de 2011, 50 Cent e Scherzinger cantaram seu single "Right There", e 50 Cent revelou que o álbum estava apenas a um som para ser completo. Ele também confirmou que a mixagem do álbum já tinha começado.
50 Cent falou sobre uma contribuição de Boi-1da em uma entrevista com DJ Whoo Kid na estação de rádio Shade 45, revelando que o produtor havia produzido duas canções fortes para o álbum. Na mesma entrevista, ele revelou que o produtor Just Blaze tem duas músicas para o álbum. Mais tarde, ele confirmou o envolvimento de Dr. Dre no álbum, alegando que ele havia produzido duas das músicas do álbum. O produtor DJ Felli Fel revelou que ele produziu uma canção para o álbum, chamado "Lighters" com Chris Brown. Ele afirmou que queria a colaboração, uma vez que 50 Cent e Chris Brown nunca haviam aparecido juntos em uma música. 50 Cent confirmou em uma entrevista de rádio com Power 92.3, que J.U.S.T.I.C.E. League e Drumma Boy produziram canções para o album 5 (Murder by Numbers). Porém, as faixas não apareceram no álbum gratuito e foram salvas para Street King Immortal. Agora com BULLETT Media, 50 Cent confirmou alguns produtores para o álbum no momento, que serão Jake One, Bangladesh, Dr. Dre - que já tinha produzido o primeiro single do álbum - e mais um monte.

### Artistas convidados

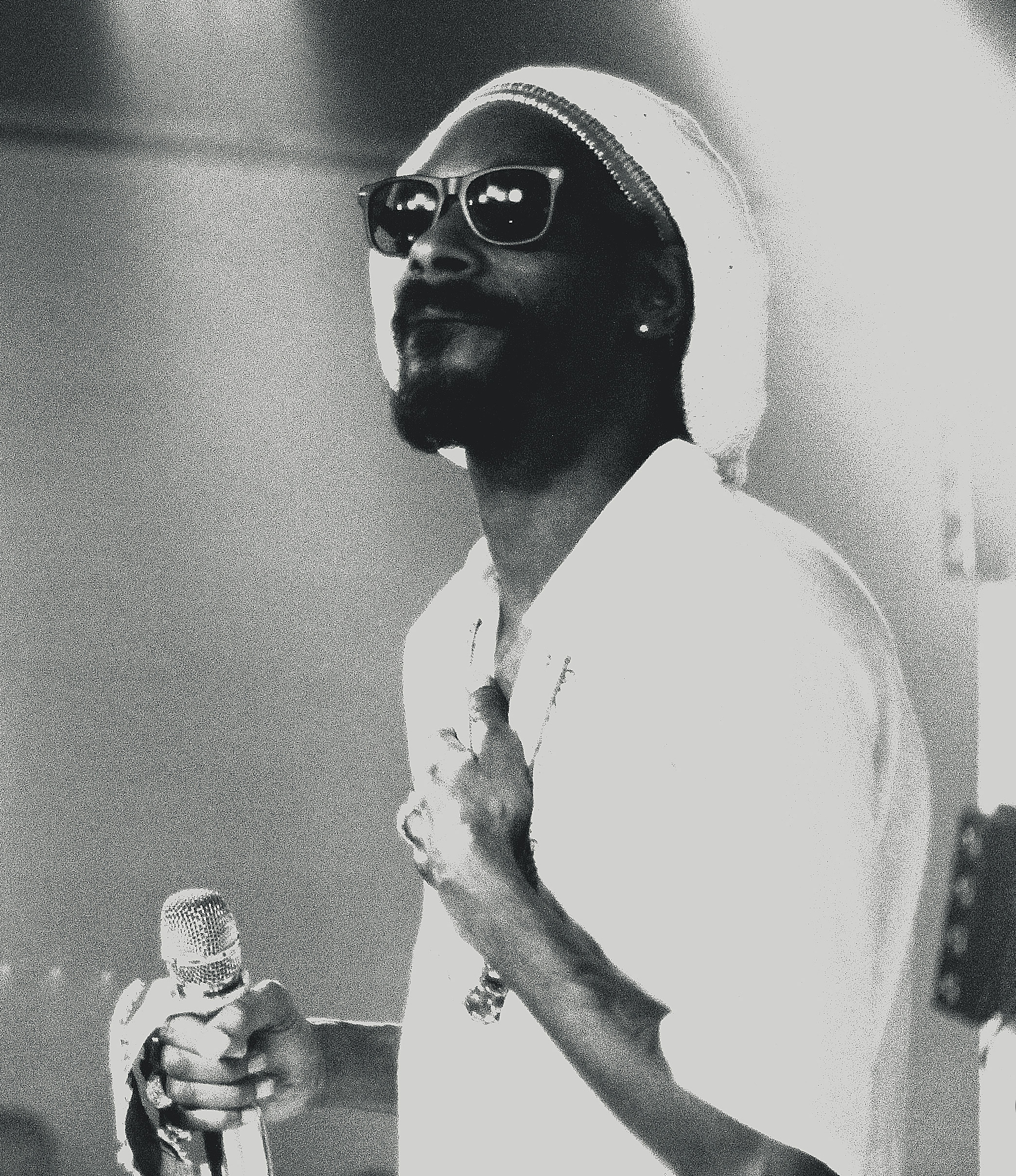
Snoop Dogg foi um dos convidados para o álbum, apresentando vocais no single "Major Distribution".

Embora a lista de faixas para o álbum ainda está para surgir, vários outros artistas foram relatados para estar aparecendo no álbum. Em 24 de janeiro de 2011, Rap-Up informou que o rapper companheiro Eminem iria aparecer no álbum, junto com Lil' Kim, Akon, Swizz Beatz, Busta Rhymes, e o membro da G-Unit Lloyd Banks. Na entrevista com a rádio Shade 45, citada acima, 50 Cent confirmou quatro canções com Eminem para o álbum. Ele também afirmou que as canções foram projetados para abrangirem diversos públicos, sendo duas das canções "definitivamente singles", e os outros dois foram descritos como criado para apelar ao seu "público-alvo", bem como "mais agressivo "e ter um" tipo diferente de energia ". O membro do grupo Black Hippy, Schoolboy Q afirmou que, além de ter um bom relacionamento com o 50 Cent, os dois tinham feito vários sons juntos, que poderiam estar sendo incluídas no álbum.
Em 29 de junho de 2012, o membro da G-Unit Philly, Mike Knox, escreveu em seu Twitter que ele estava no estúdio juntamente com 50 Cent e Alicia Keys, tornando uma música com Alicia Keys possível. Mais tarde, o primeiro single foi lançado com ela, e Dr. Dre. Em uma entrevista com o DJ Whoo Kid na Shade 45, para o seu aniversário, 50 Cent confirmou uma música com Young Jeezy em breve. 50 também afirmou que ele quer trabalhar com Kanye West, tornando-os possíveis artistas no álbum. Também em seu aniversário, em um show, Drake gritou por 50 Cent, em seguida, falou sobre planos de trabalho, fazendo uma colaboração dos ambos rappers possível no álbum. 50 Cent afirmou que ele quer trabalhar com Rihanna e Frank Ocean, em uma entrevista com Digital Spy, fazendo as duas aparições possível.
Em 2 de agosto de 2012, o site da revista Complex confirmou os artistas Adam Levine, Chris Brown e o companheiro rapper Eminem a estarem no álbum. O cantor Ne-Yo twittou em 14 de agosto 2012 uma foto com ele e o rapper 50 Cent na seção de estúdio gravando uma canção que pode ser apresentada no álbum. 50 Cent confirmou uma faixa com Wiz Khalifa, em uma entrevista com a estação de rádio Power 106, que pode fazer parte de seu próximo projeto ou pode ser incluído no novo álbum Wiz Khalifa. 50 Cent confirmou em uma entrevista com a Global Grind, que ele selecionou uma trilha de quatro que havia gravado com Eminem para o álbum. Ele também afirmou que outra colaboração entre eles poderia aparecer como faixa bônus.

## Lançamento e promoção
Durante sua aparição no programa The Ellen DeGeneres Show em 24 de maio de 2011, 50 Cent revelou que Street King Immortal estava apenas a um som para ser completo, começando a ser mixado, esperando a lança-lo no inverno de 2011, afirmando: "Neste verão vocês terão minhas músicas novas". Entretanto, devido a vários problemas de 50 Cent com a Interscope Records sobre a promoção e lançamento do álbum, incluindo o vazamento de várias músicas destinadas para o álbum, o lançamento do álbum foi brevemente cancelado por 50 Cent, antes de ser remarcado para Novembro de 2011: atualmente, ele pretende lançar o álbum em conjunto com a sua linha de fone de ouvido Sleek by 50. O álbum foi, então, previsto para ser lançado em 3 de julho de 2012, quando ainda se acreditava ser 5 (Murder by Numbers). No entanto, mais tarde ele decidiu lançar 5 (Murder by Numbers) como um álbum separado e gratuito, lançando uma nova colecção de canções para o album então chamado Street King Immortal, em novembro de 2012.

### Tensões com Interscope Records
Street King Immortal está definido para ser lançamento final de 50 Cent em seu contrato atual em Interscope Records, originalmente assinado quando ele se juntou à gravadora em 2002, já que o contrato exige que ele libere cinco álbuns com a gravadora. No entanto, houve tensões entre 50 Cent e a gravadora em todo o processo de gravação do álbum. Os primeiros relatos de discordância entre a gravadora e 50 Cent surgiu em 16 de junho de 2011, quando 50 Cent lançou uma série de mensagens através de sua conta no Twitter: ele explicou que a Interscope Records estava disputando com ele sobre o processo de gravação do álbum, e alegou que ele atrasaria o lançamento do álbum até que a disputa fosse resolvida. Ele também afirmou que o álbum não seria lançado em 2011.

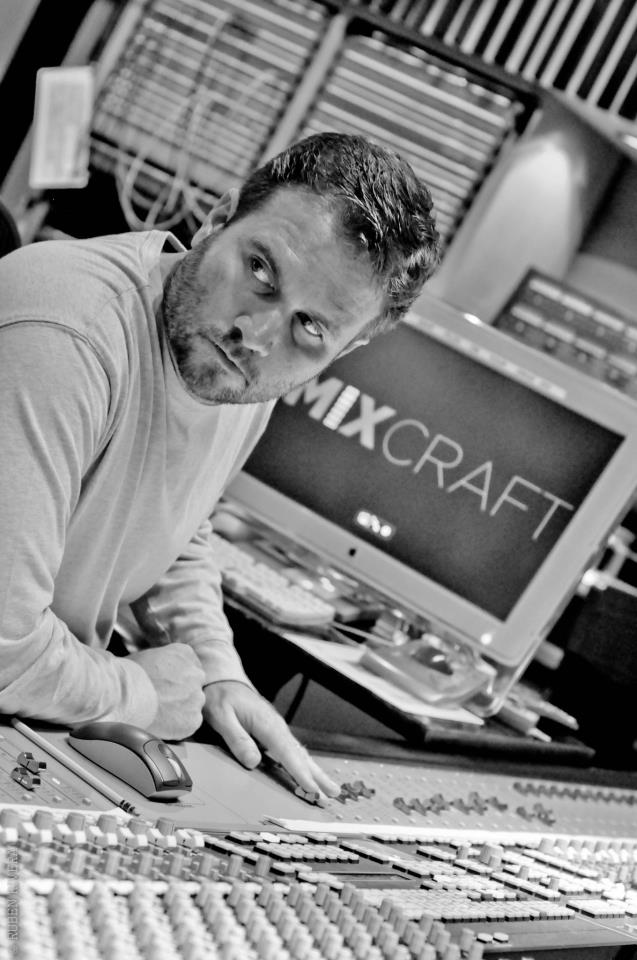
Steve Baughman, produtor musical, engenheiro e misturador, duranto o processo de criação do álbum.

Os problemas com a Interscope se intensificaram quando uma música chamada I'm On It, produzido por The Cataracs, vazou na internet em 27 de julho de 2011 à frente de sua data de lançamento prevista. 50 Cent culpou Interscope Records pelo vazamento e, como ele tinha a intenção de lançar a música como single do álbum, revelando através do Twitter em 28 de julho de 2011 que ele iria retaliar contra a gravadora, cancelando o lançamento do álbum. Ele também revelou que ele planejava, ameaçando, vazar o single de Dr. Dre do álbum Detox, The Psycho, no qual ele está. Mais tarde, ele esclareceu seus comentários, revelando que ele estava disposto a colaborar com outros artistas durante o tempo restante na gravadora, mas confirmou que ele não iria lançar outro álbum com a mesma, porque: "Interscope deixou a bola cair comigo mais uma vez". No entanto, mais tarde ele retraíu as declarações, e pediu desculpas a Jimmy Iovine, dono da Interscope Records, e também a Dr. Dre, por ameaçar a vazar "The Psycho".
Após suas declarações foram retraídas, 50 Cent anunciou mais tarde que data de lançamento do álbum havia sido remarcada para novembro de 2011. Em uma entrevista com MTV News, em 22 de junho de 2011, 50 Cent revelou que o incidente o deixou inseguro quanto a reassinar com a Interscope, uma vez que seu contrato de cinco álbum com a gravadora iria terminar, após o lançamento de Street King Immortal.
Apesar dessas observações, 50 Cent confirmou que não estava certo de que ele iria deixar a Interscope após o lançamento do álbum, admitindo que os problemas com encontrar uma outra gravadora adequada seria difícil: "Se não estiver assinado com uma gravadora, se você não tem esse apoio, então por que você quer assinar com outro sistema?". Em uma entrevista com AllHipHop, 50 Cent revelou que iria lançar o álbum independentemente de Interscope desejava promovê-lo ou não. Mais tarde, ele então confirmou no Twitter a data de lançamento para 3 de julho, apenas três dias antes de seu aniversário. Em 15 de junho, ele também enviou a capa para este álbum como uma prévia para seus fãs. O álbum foi lançado sob o nome de "5 Murder By Numbers" como um download gratuito. Mais tarde, ele confirmou que irá lançar um álbum próprio nas lojas em novembro de 2012.
As tensões terminaram faltando um dia para o lançamento do álbum gratuito, anunciando o novo projeto oficial sob a Interscope. O novo projeto, agora Street King Immortal, está prevista para ser lançãdo em 13 de novembro de 2012. Em 25 de julho de 2012, 50 Cent estava tocando o álbum para a equipe da Interscope, Jimmy Iovine, Brain Grazer e outros. O álbum foi mixado por Steve B, e parece estar pronto, só esperando para a promoção e lançamento.

## Faixas confirmadas
- "New Day" (com Dr. Dre e Alicia Keys; produzida por Dr. Dre) - 4:24
- "First Date" (com Too Short; produzida por 45 Music) - 3:36
- "My Life" (com Eminem e Adam Levine; produzida por Symbolyc One) - 3:59
- "Major Distribution" (com Snoop Dogg e Young Jeezy; produzida por Soul Professa) - 4:24
- "We Up" (com Kendrick Lamar; produzida por Davaughn) - 3:18
- "Lighters" (com Chris Brown; produzida por DJ Felli Fel)
- "The Psycho" (produzida por Dr. Dre)
- "Champions" (com Eminem)